# Paus Stefanus IX (X)
Stefanus IX (X), geboren als Frederik van Verdun (Lotharingen, rond 1020 - Florence, 29 maart 1058) was benedictijn en paus. Hij was een zoon van Gozelo I van Verdun, hertog van Neder- en Opper-Lotharingen. Hij was paus vanaf 2 augustus 1057.

## Biografie
Paus Stefanus was aanvankelijk kanunnik en aartsdiaken van het Lambertuskapittel in Luik. Paus Leo IX leerde hem waarschijnlijk kennen tijdens diens reizen naar o.a. Luik en Maastricht. In 1050 haalde Leo IX hem naar Rome, waar hij op 12 maart 1051 werkzaam werd als diaken, bibliothecaris en kanselier. Stefanus vormde er met enige andere geestelijken rond Leo IX (met name Humbertus van Silva Candida, Petrus Damiani en Hildebrand) de kring van waaruit later de kerkhervormingen tegen simonie en nepotisme zouden uitgaan (zie Investituurstrijd).
In 1054 begeleidde Stefanus Humbertus van Silva Candida naar Constantinopel, waar het tot het Grote Schisma zou komen. Nadat Stefanus terugkeerde naar Italië, vestigde hij zich in de Abdij van Monte Cassino. Hij werd er in mei 1057 tot abt gewijd en tegelijk in de Romeinse kerk opgenomen als kardinaal-priester (juni 1057).
Na het overlijden van Victor II werd Stefanus tegen zijn wens tot paus gekozen. Tijdens de korte tijd van zijn ambt zette Stefanus zich in voor verschillende hervormingen. Hij streed tegen simonie en steunde een consequente invoering van het celibaat. Hij betrok Petrus Damiani en de latere paus Alexander II bij zijn bestuur. Hij stierf in Florence, waar hij een veldtocht tegen de Noormannen beraamde.
Stefanus IX (X) geldt samen met Leo IX als een bezieler van kerkhervormingen, die hun hoogtepunt zouden bereiken met de pausen Alexander II en Gregorius VII.

## Voorouders
| Voorouders van Paus Stefanus IX | Voorouders van Paus Stefanus IX                                      | Voorouders van Paus Stefanus IX                                      | Voorouders van Paus Stefanus IX                                      | Voorouders van Paus Stefanus IX                                      | Voorouders van Paus Stefanus IX            | Voorouders van Paus Stefanus IX            | Voorouders van Paus Stefanus IX            | Voorouders van Paus Stefanus IX            |
| ------------------------------- | -------------------------------------------------------------------- | -------------------------------------------------------------------- | -------------------------------------------------------------------- | -------------------------------------------------------------------- | ------------------------------------------ | ------------------------------------------ | ------------------------------------------ | ------------------------------------------ |
| Overgrootouders                 | Gozelo (911–943) ∞ Uda van Metz (910-963)                            | Gozelo (911–943) ∞ Uda van Metz (910-963)                            | Herman Billung (±900–973) ∞ Hildegarde van Westerburg (?–?)          | Herman Billung (±900–973) ∞ Hildegarde van Westerburg (?–?)          | ? (-) ∞ ? (–)                              | ? (-) ∞ ? (–)                              | ? (-) ∞ ? (-)                              | ? (-) ∞ ? (-)                              |
| Grootouders                     | Godfried van Verdun (±930–1002) ∞ 963 Mathilde van Saksen (942-1008) | Godfried van Verdun (±930–1002) ∞ 963 Mathilde van Saksen (942-1008) | Godfried van Verdun (±930–1002) ∞ 963 Mathilde van Saksen (942-1008) | Godfried van Verdun (±930–1002) ∞ 963 Mathilde van Saksen (942-1008) | ? (-) ∞ ? (–)                              | ? (-) ∞ ? (–)                              | ? (-) ∞ ? (–)                              | ? (-) ∞ ? (–)                              |
| Ouders                          | Gozelo I van Verdun (963/970-1044) ∞ ? (-)                           | Gozelo I van Verdun (963/970-1044) ∞ ? (-)                           | Gozelo I van Verdun (963/970-1044) ∞ ? (-)                           | Gozelo I van Verdun (963/970-1044) ∞ ? (-)                           | Gozelo I van Verdun (963/970-1044) ∞ ? (-) | Gozelo I van Verdun (963/970-1044) ∞ ? (-) | Gozelo I van Verdun (963/970-1044) ∞ ? (-) | Gozelo I van Verdun (963/970-1044) ∞ ? (-) |
| Paus Stefanus IX (-1058)        |                                                                      |                                                                      |                                                                      |                                                                      |                                            |                                            |                                            |                                            |